# All Boys
Der Club Atlético All Boys, allgemein bekannt als die All Boys, ist ein Fußballverein aus der argentinischen Hauptstadt Buenos Aires.

## Geschichte
Der Name All Boys spiegelt die Jugendlichkeit der Gründer wider und folgt der argentinischen Tradition der Namensgebung von Fußballvereinen in Englisch wie auch bei den Newell’s Old Boys, Boca Juniors, River Plate und Racing Club.

## Erfolge
- 1972 – Nacional B (Aufstieg in die Primera División)
- 1946, 1950, 1992/93, 2007/08 Primera B Metropolitana

## Saisons
- 11 Saisons in Primera División (Liga 1)
- 48 Saisons in Segunda División (Liga 2)
- 17 Saisons in Tercera División (Liga 3)

## Trainer
- Sergio Batista (1999)

## Spieler
- Marius Hiller (1914–1915, 1925)
- Carlos Tévez (1992–1996) Jugend
- Juan Barbas (1994–1997)
- Sergio Batista (1997–1999)
- Néstor Fabbri (2004–2005)
- Ariel Ortega (2011)